# Россохи (Хмельницкая область)
Россохи (укр. Розсохи) — село в Деражнянском районе Хмельницкой области Украины.
Население по переписи 2001 года составляло 265 человек. Почтовый индекс — 32212. Телефонный код — 3856. Занимает площадь 1,339 км². Код КОАТУУ — 6821588802.

## Местный совет
32212, Хмельницкая обл., Деражнянский р-н, с. Шпичинцы, ул. Гагарина, 6